# Igor Sergeev (cầu thủ bóng đá)
Igor Sergeev (tiếng Nga: Игорь Сергеев; sinh ngày 30 tháng 4 năm 1993) là một cầu thủ bóng đá người Uzbekistan gốc Nga hiện đang thi đấu ở vị trí tiền đạo cho câu lạc bộ Pakhtakor Tashkent và đội tuyển bóng đá quốc gia Uzbekistan.

## Sự nghiệp

### Câu lạc bộ

#### Pakhtakor Tashkent
Anh có màn ra mắt cho Pakhtakor Tashkent vào ngày 5 tháng 3 năm 2011 trước đối thủ Qizilqum Zarafshon trên sân vận động Pakhtakor Markaziy ở phút 90 để thay cho Temurkhuja Abdukholiqov. Đội bóng của anh thắng 2-0 và anh đã thi đấu cho câu lạc bộ trong bảy năm. Trong bảy năm thi đấu, anh đã dần thể hiện vai trò và chỗ đứng, ghi được 61 bàn thắng trong 122 lần ra sân.

#### Bắc Kinh Quốc An và Al Dhafra
Năm 2016 chứng kiến bước ngoặt khi anh được cho mượn bởi câu lạc bộ Bắc Kinh Quốc An của Trung Quốc. Anh cùng với Egor Krimets, một đồng đội khác, sang thi đấu tại Trung Quốc. Anh ghi bàn thắng đầu tiên cho Bắc Kinh Quốc An trước Trường Xuân Á Thái. Năm 2018, anh có khoảng thời gian ngắn thi đấu ở UAE cho câu lạc bộ Al Dhafra, nhưng chỉ có 10 lần ra sân.

#### Trở lại Pakhtakor
Vào ngày 6 tháng 7 năm 2018, anh quay về Pakhtakor.

### Quốc tế
Do có nguồn gốc Nga và Hàn Quốc, gia đình anh có nguồn gốc Koryo-saram, anh có thể thi đấu cho Uzbekistan, Nga và Hàn Quốc. Anh đã quyết định chọn đội tuyển quê hương anh sinh ra, trở thành cầu thủ gốc Hàn thứ hai sau Aleksandr Shadrin thi đấu cho Uzbekistan.
Tại giải U19 châu Á năm 2012, anh ghi tới 7 bàn thắng, trở thành vua phá lưới của giải khi đưa Uzbekistan tới bán kết trước khi thúc thủ trước đối thủ cùng dòng máu U19 Hàn Quốc với tỷ số 1-3. Màn trình diễn đầy ấn tượng của Sergeev gây chú ý và anh được đôn lên đội tuyển quốc gia vào năm 2013, tại Vòng loại Giải vô địch bóng đá thế giới 2014 khu vực châu Á gặp Đội tuyển bóng đá quốc gia Jordan. Anh tiếp tục gây ấn tượng và được HLV Mirjalol Qosimov đưa vào đội hình Uzbekistan dự Cúp bóng đá châu Á 2015 tại Úc, và ghi một bàn thắng quý giá trong chiến thắng 1-0 của Uzbekistan trước CHDCND Triều Tiên.
Vòng loại Giải vô địch bóng đá thế giới 2018 khu vực châu Á chứng kiến đỉnh cao trong sự nghiệp của Igor Sergeev khi ghi tới 4 bàn thắng tại vòng loại, trong đó có chiến thắng hủy diệt 5-1 của Uzbekistan trước Philippines ngay tại Bacolod. Anh tiếp tục gây ấn tượng khi chơi lăn xả và gây khó dễ cho các đối thủ khác tại vòng loại cuối cùng, dù rằng anh không ghi bàn nào và Uzbekistan cũng không thể tới được World Cup 2018 tại Nga.

## Thống kê sự nghiệp

### Câu lạc bộ
Tính đến match played ngày 19 tháng 11 năm 2017
| Club                 | Season       | League               | League | League | National Cup | National Cup | League Cup | League Cup | Continental | Continental | Other | Other | Total | Total |
| Club                 | Season       | Division             | Apps   | Goals  | Apps         | Goals        | Apps       | Goals      | Apps        | Goals       | Apps  | Goals | Apps  | Goals |
| -------------------- | ------------ | -------------------- | ------ | ------ | ------------ | ------------ | ---------- | ---------- | ----------- | ----------- | ----- | ----- | ----- | ----- |
| Pakhtakor Tashkent   | 2011         | Uzbek League         | 2      | 0      | 0            | 0            | -          | -          | 1           | 0           | -     | -     | 3     | 0     |
| Pakhtakor Tashkent   | 2012         | Uzbek League         | 5      | 0      | 1            | 0            | -          | -          | 0           | 0           | -     | -     | 6     | 0     |
| Pakhtakor Tashkent   | 2013         | Uzbek League         | 20     | 4      | 2            | 0            | -          | -          | 6           | 0           | -     | -     | 28    | 4     |
| Pakhtakor Tashkent   | 2014         | Uzbek League         | 25     | 11     | 5            | 2            | -          | -          | -           | -           | -     | -     | 30    | 13    |
| Pakhtakor Tashkent   | 2015         | Uzbek League         | 30     | 22     | 4            | 1            | -          | -          | 6           | 3           | 1     | 0     | 41    | 26    |
| Pakhtakor Tashkent   | 2016         | Uzbek League         | 15     | 11     | 2            | 2            | -          | -          | 6           | 5           | 1     | 0     | 24    | 18    |
| Pakhtakor Tashkent   | 2017         | Uzbek League         | 25     | 13     | 2            | 0            | -          | -          | -           | -           | -     | -     | 27    | 13    |
| Pakhtakor Tashkent   | Total        | Total                | 122    | 61     | 16           | 5            | -          | -          | 19          | 8           | 2     | 0     | 159   | 74    |
| Beijing Guoan (loan) | 2016         | Chinese Super League | 14     | 1      | 2            | 0            | –          | –          | –           | –           | –     | –     | 16    | 1     |
| Career total         | Career total | Career total         | 136    | 62     | 18           | 5            | -          | -          | 19          | 8           | 2     | 0     | 175   | 75    |

### Quốc tế
| Uzbekistan | Uzbekistan | Uzbekistan |
| Năm        | Trận       | Bàn        |
| ---------- | ---------- | ---------- |
| 2013       | 4          | 2          |
| 2014       | 10         | 2          |
| 2015       | 10         | 5          |
| 2016       | 11         | 1          |
| 2017       | 6          | 0          |
| 2019       | 7          | 2          |
| 2020       | 3          | 2          |
| 2021       | 5          | 0          |
| 2022       | 8          | 2          |
| 2023       | 4          | 1          |
| 2024       | 3          | 1          |
| Tổng cộng  | 73         | 19         |

Tính đến ngày 18 tháng 1 năm 2023

### Bàn thắng
Bàn thắng và kết quả của Uzbekistan được để trước.
| 1.                           | 15 tháng 10 năm 2013 | Sân vận động Pakhtakor Markaziy, Tashkent, Uzbekistan  | Việt Nam          | 3–1 | 3–1 | Vòng loại AFC Asian Cup 2015  |
| 2.                           | 15 tháng 11 năm 2013 | Sân vận động Quốc gia Mỹ Đình, Hà Nội, Việt Nam        | Việt Nam          | 2–0 | 3–0 | Vòng loại AFC Asian Cup 2015  |
| 3.                           | 5 tháng 3 năm 2014   | Sân vận động Bunyodkor, Tashkent, Uzbekistan           | UAE               | 1–1 | 1–1 | Vòng loại AFC Asian Cup 2015  |
| 4.                           | 4 tháng 9 năm 2014   | Sân vận động Pakhtakor Markaziy, Tashkent, Uzbekistan  | Jordan            | 1–0 | 2–0 | Giao hữu                      |
| 5.                           | 10 tháng 1 năm 2015  | Sân vận động Australia, Sydney, Úc                     | CHDCND Triều Tiên | 1–0 | 1–0 | AFC Asian Cup 2015            |
| 6.                           | 8 tháng 9 năm 2015   | Sân vận động Thể thao Philippines, Bocaue, Philippines | Philippines       | 3–0 | 5–1 | Vòng loại FIFA World Cup 2018 |
| 7.                           | 8 tháng 9 năm 2015   | Sân vận động Thể thao Philippines, Bocaue, Philippines | Philippines       | 4–0 | 5–1 | Vòng loại FIFA World Cup 2018 |
| 8.                           | 8 tháng 10 năm 2015  | Sân vận động Quốc gia Bahrain, Riffa, Bahrain          | Bahrain           | 2–0 | 4–0 | Vòng loại FIFA World Cup 2018 |
| 9.                           | 12 tháng 11 năm 2015 | Sân vận động Pakhtakor Markaziy, Tashkent, Uzbekistan  | CHDCND Triều Tiên | 1–1 | 3–1 | Vòng loại FIFA World Cup 2018 |
| 10.                          | 10 tháng 11 năm 2016 | Sân vận động Pakhtakor Markaziy, Tashkent, Uzbekistan  | Jordan            | 1–0 | 1–0 | Giao hữu                      |
| 11.                          | 7 tháng 6 năm 2019   | Sân vận động Milliy, Tashkent, Uzbekistan              | CHDCND Triều Tiên | 3–0 | 4–0 | Giao hữu                      |
| 12.                          | 10 tháng 10 năm 2019 | Sân vận động Pakhtakor Markaziy, Tashkent, Uzbekistan  | Yemen             | 5–0 | 5–0 | Vòng loại FIFA World Cup 2022 |
| 13.                          | 9 tháng 11 năm 2019  | Sân vận động Pakhtakor Markaziy, Tashkent, Uzbekistan  | Kyrgyzstan        | 1–0 | 3–1 | Giao hữu                      |
| 14.                          | 12 tháng 10 năm 2020 | Sân vận động Rashid, Dubai, UAE                        | UAE               | 1–0 | 2–1 | Giao hữu                      |
| 15.                          | 12 tháng 10 năm 2020 | Sân vận động Rashid, Dubai, UAE                        | UAE               | 2–0 | 2–1 | Giao hữu                      |
| 16.                          | 25 tháng 3 năm 2022  | Sân vận động Markaziy, Namangan, Uzbekistan            | Kyrgyzstan        | 2–1 | 3–1 | Nowruz Cup                    |
| 17.                          | 25 tháng 3 năm 2022  | Sân vận động Markaziy, Namangan, Uzbekistan            | Kyrgyzstan        | 3–1 | 3–1 | Nowruz Cup                    |
| 18.                          | 21 tháng 11 năm 2023 | Sân vận động Bunyodkor, Tashkent, Uzbekistan           | Iran              | 2–2 | 2–2 | Vòng loại FIFA World Cup 2026 |
| 19.                          | 18 tháng 1 năm 2024  | Sân vận động Ahmad bin Ali, Al Rayyan, Qatar           | Ấn Độ             | 2–0 | 3–0 | AFC Asian Cup 2023            |
| Tính tới 18 tháng 1 năm 2024 |                      |                                                        |                   |     |     |                               |

## Danh hiệu

### Câu lạc bộ
Pakhtakor Tashkent
- Uzbek League (3): 2012, 2014, 2015
- Uzbek League runner-up: 2011
- Uzbek Cup (1): 2011

### Quốc tế
Uzbekistan U-19
- AFC U-19 Championship semifinal: 2012

### Cá nhân
- AFC U-19 Championship top scorer: 2012 (7 goals)
- Uzbek League Top Scorer: 2015 (24 goals)

## Liên kết nguồn
- Igor Sergeev tại National-Football-Teams.com
- Igor Sergeev tại Soccerway
- Igor Sergeev tại FootballDatabase.eu
- Igor Sergeev- Soccerpunter